# Raw Tracks
Raw Tracks — міні-альбом американської групи Mötley Crüe, який був випущений 23 листопада 1988 року.

## Композиції
1. Live Wire — 3:18
2. Piece of Your Action — 4:42
3. Too Young to Fall in Love — 3:39
4. Knock 'Em Dead, Kid — 3:44
5. Home Sweet Home — 3:54
6. Smokin' in the Boys Room — 4:19